# Serguéi Ovchínnikov
Serguéi Ivánovich Ovchínnikov (en ruso Сергей Иванович Овчинников) (10 de noviembre de 1970) es un exfutbolista ruso, jugaba como guardameta y actualmente ejerce de entrenador. Durante más de 10 años, jugó para el Lokomotiv de Moscú.
Desde 2014 forma parte del cuerpo técnico del PFC CSKA Moscú.

## Clubes

### Jugador
| Club               | País            | Año       |
| ------------------ | --------------- | --------- |
| FC Dinamo Sujum    | Unión Soviética | 1990      |
| FC Lokomotiv Moscú | Rusia           | 1991-1997 |
| SL Benfica         | Portugal        | 1997-1999 |
| FC Alverca         | Portugal        | 1999-2000 |
| FC Porto           | Portugal        | 2000-2001 |
| FC Lokomotiv Moscú | Rusia           | 2002-2005 |
| FC Dinamo Moscú    | Rusia           | 2006      |

### Entrenador
| Club               | País        | Año       |
| ------------------ | ----------- | --------- |
| FC Kuban Krasnodar | Rusia       | 2008-2009 |
| FC Dynamo Bryansk  | Rusia       | 2010      |
| FK Dinamo Minsk    | Bielorrusia | 2011      |